# Свобода, рівність, братерство

Офіційний логотип Французької Республіки, який використовується на урядових документах із гаслом "Liberté, égalité, fraternité"

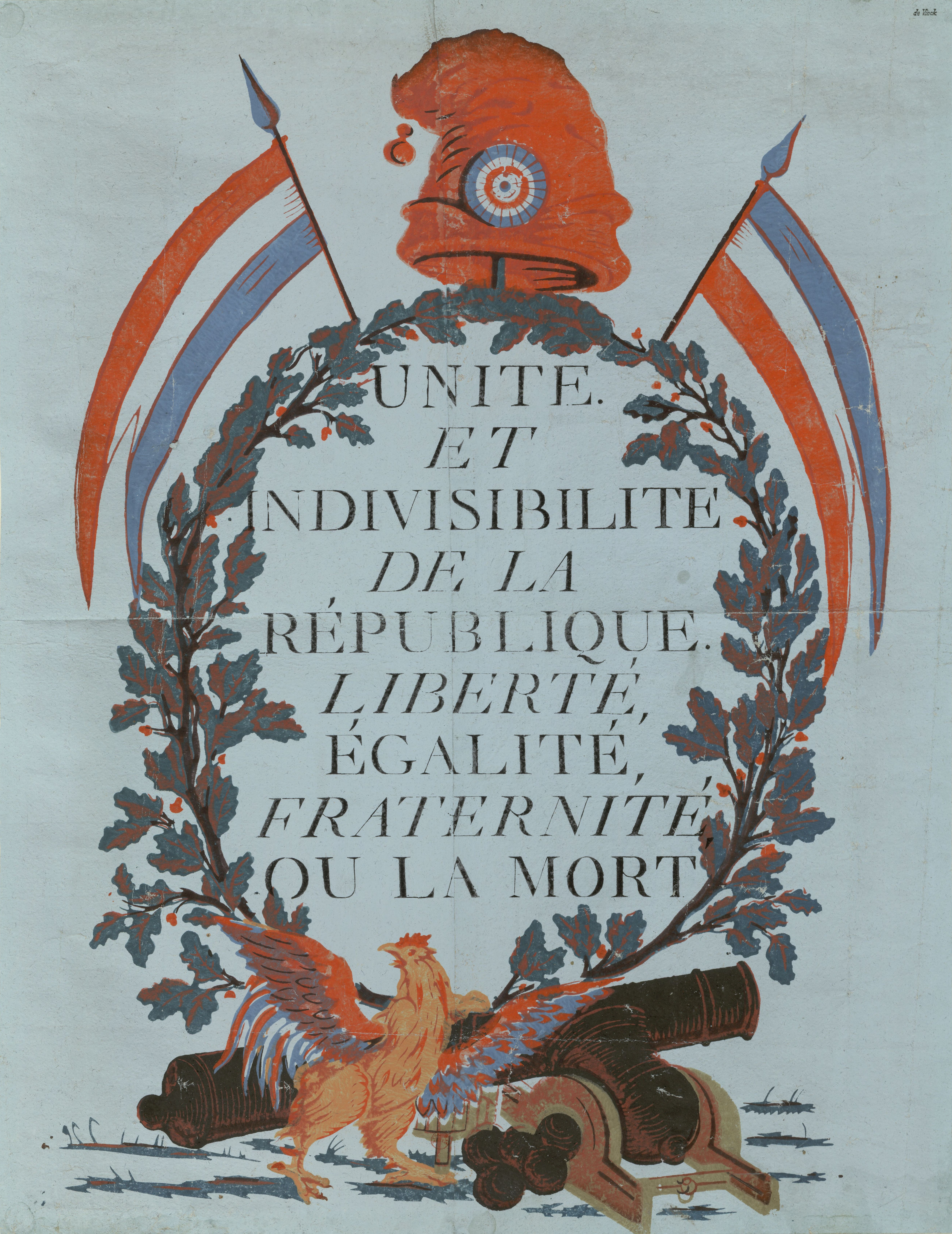
Пропагандистський плакат 1793, що представляє Першу французьку республіку з гаслом «Єдність і неподільність республіки. Свобода, рівність, братерство або смерть», а також такі символи, як триколірні прапори, фригійський ковпак і галльський півень

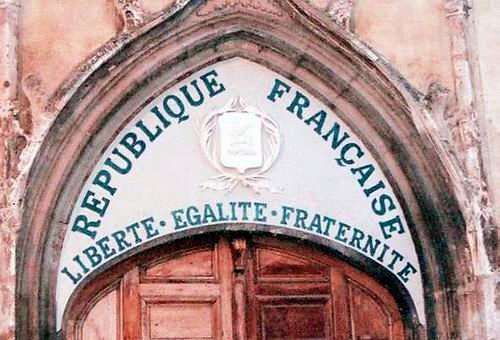
Надпис на церкві

Свобо́да, рі́вність, брате́рство (фр. Liberté, Égalité, Fraternité фр. вимова: [libɛʁte eɡalite fʁatɛʁnite]) — девіз Франції та Гаїті.
Хоча девіз походить з часів Французької революції, він став офіційним девізом Третьої республіки лише в кінці 19 століття. Був прийнятий, як противага девізу часів конституційної монархії: Нація, Закон, Король.

## XX сторіччя
Під час німецької окупації Франції під час Другої світової війни цей девіз був замінений на інший «Travail, famille, patrie» (робота, сім'я, батьківщина) за пропозицією маршала Петена, який став головою нового Вішістського уряду Франції шляхом конституційного перевороту в 1940 році. Петен взяв цей девіз від Французької соціальної партії полковника де ла Рока.
Після захоплення влади Тимчасовим урядом Французької Республіки було відновлено республіканський девіз Liberté, égalité, fraternité, який послідовно включався до французьких конституцій 1946 і 1958 років.

## Інші Нації
Багато інших країн взяли французьке гасло «Свобода, Рівність і Братерство» за ідеал. Ці слова з'являються в преамбулі до Конституції Індії, від 1950.

## Культура
Термін згадується в кінотрилогії Три кольори Кшиштофа Кесльовського 1993-94.
"Libertad! Igualdad! Fraternidad!" — назва англомовного вірша Вільяма Карлоса Вільямса.

## Галерея

Liberté, Égalité, Fraternité на французьких монетах
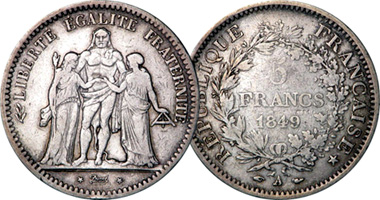
5 франків, 1849
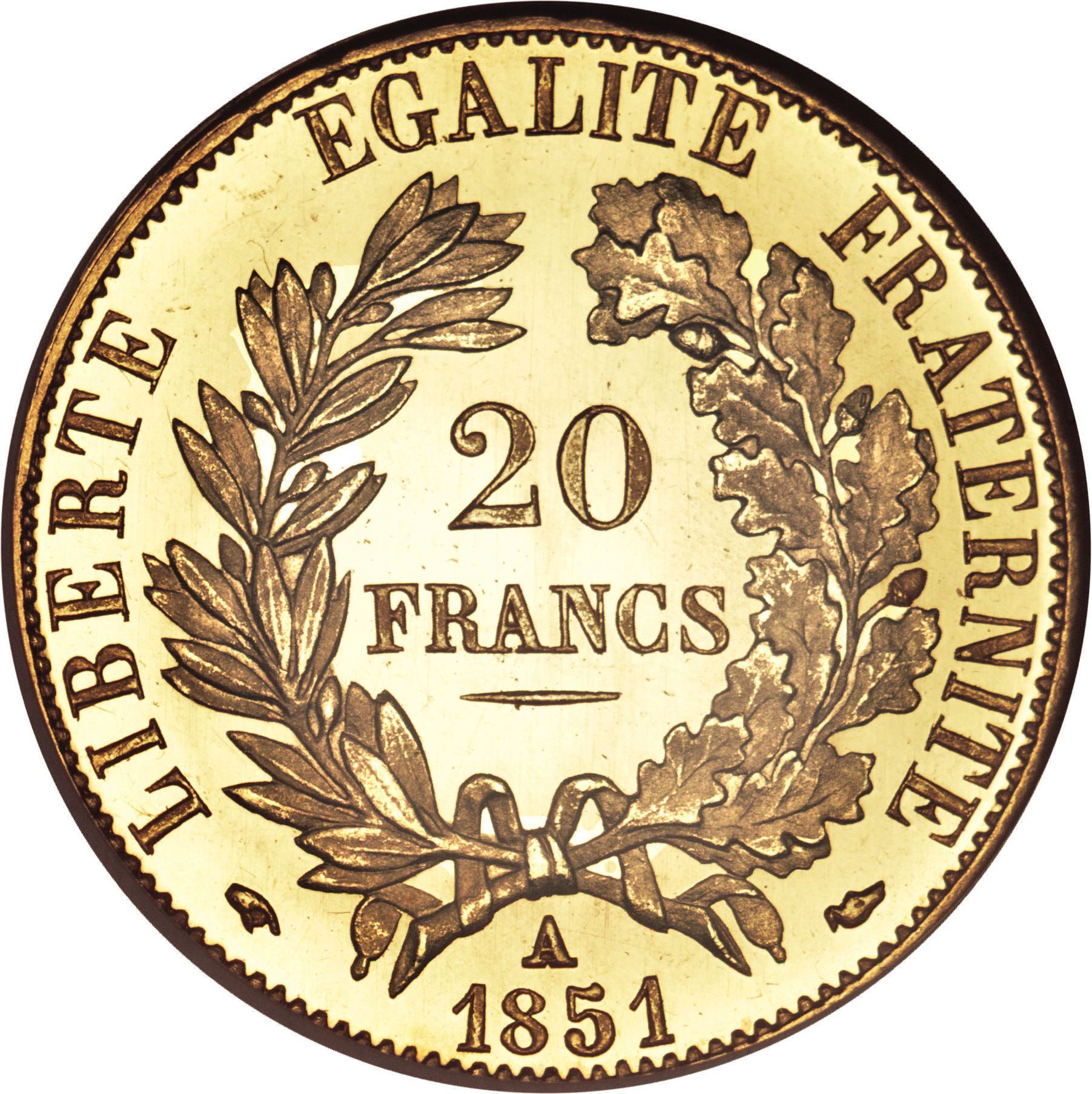
20 франків, 1851